# Bogdan Milić
Bogdan Milić (in serbo Богдан Милић?; Podgorica, 24 novembre 1987) è un calciatore montenegrino, attaccante del Mladost Donja Gorica.

## Palmarès

### Club

#### Competizioni nazionali
- Campionato montenegrino: 1

Budućnost: 2007-2008